# Ali Yusuf Kenadid
Ali Yusuf Kenadid ( somali : Cali Yuusuf Keenadiid, arabe : علي يوسف كينيديد) décédé en 1927 était un sultan somalien et le deuxième souverain du sultanat de Hobyo.

## Biographie
Ali Yusuf est né dans une famille des clans Majeerteen et Darod. Son père, le sultan Yusuf Ali Kenadid, est le fondateur du sultanat de Hobyo, situé dans l'actuel nord-est de la Somalie. Le sultanat fut créé dans les années 1870, sur un terres issus du sultanat de Majeerteen. Le frère d'Ali Yusuf, Osman Yusuf Kenadid, fut l'inventeur de l'écriture osmanya pour la langue somalienne.
Dans une tentative de faire avancer ses propres objectifs expansionnistes, le père d'Ali Yusuf Kenadid père conclut à la fin de 1888 un traité avec les Italiens, faisant de son royaume un protectorat italien. Les termes de l'accord précisaient que l'Italie devait éviter toute ingérence dans l'administration du sultanat.
Cependant, les relations entre Hobyo et l'Italie se sont détériorées lorsque le patriarche Kenadid a refusé la proposition des Italiens de permettre à un contingent britannique de débarquer dans son sultanat afin qu'ils puissent ensuite poursuivre leur bataille contre les Derviches Dhulbahante et leur chef Darawiish Diiriye Guure, lui même au service de  Mohammed Abdullah Hassan. Ali Yusuf a cherché par la suite  une alliance avec le puissant sultanat Habr Yunis par le biais de mariages mixtes, mais a été repoussé par le sultan Madar Hersi . Il a ensuite été exilé en Éthiopie par les Italiens où il est mort plus tard de la variole.